# Terminal Velocity (álbum)
Terminal Velocity é o segundo álbum de estúdio do guitarrista do Dream Theater John Petrucci, lançado digitalmente em 28 de agosto de 2020 e em 30 de outubro de 2020 nas versões físicas (vinil e CD). Este é seu primeiro álbum solo desde Suspended Animation de 2005. A bateria do álbum é tocada pelo ex-colega de John no Dream Theater, Mike Portnoy, fazendo dele o primeiro trabalho dos dois desde que Mike deixou o grupo em 2010. O baixista Dave LaRue, que atuou em Suspended Animation, retorna para este álbum.
John planejava começar a trabalhar no álbum no segundo trimestre do ano, mas acabou usando o tempo livre não-esperado que resultou dos lockdowns da pandemia de COVID-19 em Nova York para escrever as músicas. Todo o processo de composição e gravação durou dois meses, começando em março.
Algumas das faixas ("Happy Song", "Glassy-Eyed Zombies") são novas versões de canções que John costumava tocar ao vivo com o G3, enquanto que "Gemini" foi usada pelo guitarrista em passagens de som, aulas de guitarra e como um exercício de aquecimento para o seu DVD Disciplina do Rock.

## Faixas
Todas as músicas compostas por John Petrucci.
| Faixas de Terminal Velocity |                                                    |         |  |
| N.º                         | Título                                             | Duração |  |
| 1.                          | "Terminal Velocity" (Velocidade Terminal)          | 6:07    |  |
| 2.                          | "The Oddfather"                                    | 6:25    |  |
| 3.                          | "Happy Song" (Canção Feliz)                        | 6:01    |  |
| 4.                          | "Gemini"                                           | 6:05    |  |
| 5.                          | "Out of the Blue" (Repentinamente)                 | 5:46    |  |
| 6.                          | "Glassy-Eyed Zombies" (Zumbis de Olhos Vítreos)    | 5:55    |  |
| 7.                          | "The Way Things Fall" (O Jeito Que as Coisas Caem) | 7:33    |  |
| 8.                          | "Snake in My Boot" (Cobra em Minha Bota)           | 4:04    |  |
| 9.                          | "Temple of Circadia" (Templo de Circadia)          | 7:10    |  |
| Duração total:              | Duração total:                                     | 55:05   |  |

## Créditos
Fontes:
- John Petrucci – guitarras,  produção
- Mike Portnoy – bateria
- Dave LaRue – baixo
- James "Jimmy T" Meslin – gravação
- Andy Sneap – mixagem, masterização
- Sean Mosher-Smith (Echo Designlab) – capa

## Recepção

### Recepção critica
| Críticas profissionais | Críticas profissionais |
| Avaliações da crítica  | Avaliações da crítica  |
| Fonte                  | Avaliação              |
| ---------------------- | ---------------------- |
| Prog                   | Favorável              |
| Sonic Perspectives     | [ 2 ]                  |
| The Prog Report        | Favorável              |
| Ghost Cult Magazine    | [ 3 ]                  |

Escrevendo para a Prog, Malcolm Dome expressou alívio de que "ao invés de criar tumulto entregando um batalhão de solos deslumbrantes, complicados e excessivamente longos, ele [John] manteve tudo amarrado e permitiu que essas composições deliciosamente ecléticas brilhassem". Ele apontou influências de Steve Vai (era Passion and Warfare), Rush (era Permanent Waves) e blues em "Terminal Velocity", "Happy Song" e "Out of the Blue", respectivamente, e disse que "Glass Eyed Zombies" poderia ter sido um faixa de Octavarium. Ele também viu influências de George Harrison e Buck Dharma em "The Way Things Fall" e "Snake in My Boot", respectivamente.
Rodrigo Altaf, do Sonic Perspectives', disse que "John presta homenagem a alguns de seus heróis" e "explora diferentes lados de sua forma de tocar". Ele viu influências de Joe Satriani na faixa-título e "Snake in My Boots" e de Gary Moore e Rory Galagher em "Out of the Blue"; e ecos de Liquid Tension Experiment em "The Oddfather" e de Dream Theater em "Temple of Circadia". Ele resumiu sua crítica chamando Terminal Velocity de "lançamento edificante, com uma abordagem musical diversa. Através de uma abundância de riffs, o ouvinte é conduzido em uma jornada épica e grandiosa. Funky e pop em alguns lugares, agressivo e pesado em outros, é uma impressionante demonstração de magia no braço da guitarra, bem como de toque e inclinação por melodia ".
Em uma crítica positiva para o The Prog Report, Kyle Fagala chamou Terminal Velocity de "um álbum equilibrado, porém eclético que funciona para mostrar os variados talentos de composição de Petrucci" e "um belo álbum do início ao fim". Ele viu elementos do Dream Theater em "The Odfather" e "Temple of Ciccada" e de Joe Satriani, Eric Johnson, Avenged Sevenfold e Green Day em "Happy Song", ao mesmo tempo em que elogiou particularmente "Out of the Blue" por lembrá-lo de "Tender Surrender", de Steve Vai.
Em uma crítica moderada para a Ghost Cult Magazine, Weslie Negrón considerou que o álbum tem "música que é feita para exibir as habilidades que o músico 'x' ou 'y' tem em seu instrumento". Ele elogiou "The Oddfather" e "Out of the Blue", mas considerou as faixas restantes "apenas um estouro exagerado de arpejos sweep picking que fazem todo o álbum soar como uma faixa longa e tediosa que dura cinquenta minutos". Ele também não ficou impressionado com o desempenho de Mike, afirmando que "não excede o excelente baterista que já foi". Ele concluiu sua crítica dizendo que o álbum "parecem faixas aguadas do Dream Theater e não traz nada de novo ou interessante para o gênero".

### Paradas
| Parada (2020)    | Maior colocação |
| ---------------- | --------------- |
| Hungria (MAHASZ) | 21              |